# 김지훈 (1986년)
김지훈(1986년 6월 20일 ~ )은 대한민국의 전직 스타크래프트 II 프로게이머이다. 종족은 테란이다. 아이디는 dreamertt이다.
2006년 상반기 드래프트에서 KOR(現 온게임넷 스파키즈)의 추천 선수로 먼저 데뷔했으며, 이후 2007년 하반기 드래프트에 참가해 STX SouL의 4차 지명으로 다시 입단하였다.
2010년 스타크래프트2 프로게이머로 전향, LG-IM에 입단했다.
2013년 팀에서 탈퇴하면서 은퇴했다.

## 주요 기록
- 제30회 스타크래프트 커리지매치 입상
- 2012 핫식스 2012 글로벌 스타크래프트 II 리그 시즌 2 Code A 48강
- NEO Star League 2012 Season 2 3위